# Alfonso Sánchez Portela
Alfonso Sánchez Portela (16 de novembre de 1902 - 11 de març de 1990), conegut com el seu pare amb el nom d'Alfonso o familiarment Alfonsito, va ser un fotògraf espanyol.
Va estudiar el batxillerat al Liceu Francès de Madrid i va aprendre fotografia amb el seu pare Alfonso Sánchez García que no obstant això hagués preferit que cursés estudis universitaris. Amb divuit anys va publicar la seva primera fotografia al diari El Heraldo per al qual realitzava fotografies de tipus costumista sobre Madrid, amb només vint anys ja acompanyava periodistes consolidats en la recerca de fotografies al Palau Reial i les Corts. Treballava amb el seu pare a l'estudi del carrer de Fuencarral on també van treballar els seus germans Lluís i Josep, el treball de l'estudi compaginava les tasques de retrat amb el seu treball com a agència gràfica que era la tasca que Alfonso preferia.
El 1921 va aconseguir la credencial de periodista de guerra pel que va viatjar al Marroc on la seva primera exclusiva va ser l'entrevista amb el líder dels rebels rifenys Abd-el-Krim al seu quarter general, que va aconseguir al costat del periodista i director del diari La Libertad Luis de Oteyza. També va realitzar fotografies en altres moments de la guerra com el desembarcament d'Alhucemas, ja que va estar desplaçant-se al front durant cinc anys. El 1927 va emprendre un viatge amb avió al Senegal juntament amb Oteyza i els pilots de la companyia Aeropostal que li va permetre aconseguir més de dues-centes fotografies sobre la vida al continent africà.
El 1930 va entrar a formar part de la plantilla del diari La Libertad, però el 1932 va col·laborar a La Luz amb Ramón Gómez de la Serna i el 1933 va ser nomenat president de la Unió d'Informadors Gràfics Espanyols.
Entre altres reportatges que va realitzar es troben el viatge del Plus Ultra o l'alçament republicà de Jaca, però els reportatges més significats van ser sobre la guerra civil i que va estar en diverses batalles com la batalla de Madrid en què va fer interessants reportatges sobre la situació de la població civil durant aquesta, i la de Terol, on va estar a punt de morir congelat. També va realitzar la fotografia de Julián Besteiro llegint al micròfon de la ràdio el comunicat del Consell Nacional de Defensa en què s'informava del cessament de la resistència de Madrid a les tropes del general Franco.
En acabar la Guerra Civil va ser depurat i se li va retirar el carnet de periodista, que no li va tornar fins a 1952 encara que mai va tornar a exercir. L'agost de 1939 la família Sánchez va obrir un nou estudi a la Gran Via, ja que l'antic va ser destruït per un obús. Aquest estudi complia a més una funció de museu. El 1992 el Ministeri de Cultura va adquirir l'arxiu de l'«estudi fotogràfic Alfonso» que consta de més de cent mil negatius entre els quals també hi ha treballs d'altres empleats de l'estudi.
A més va col·laborar en la pel·lícula El Sud de Víctor Erice i en un documental titulat Alfons, el fotògraf realitzat per Enrique Viciano. El 1984 va rebre de mans d'Enrique Tierno Galván la medalla d'or de la vila de Madrid i 1989 va ser nomenat acadèmic de la Reial Acadèmia de Belles Arts de San Fernando sent el primer fotògraf a entrar-hi.